# Tillandsia homostachya
Tillandsia homostachya är en gräsväxtart som beskrevs av Éduard-François André. Tillandsia homostachya ingår i släktet Tillandsia och familjen Bromeliaceae. Inga underarter finns listade i Catalogue of Life.